# Chức năng sinh học
Trong sinh học tiến hóa, chức năng là nguyên nhân một vài đối tượng hoặc quá trình xảy ra ở một hệ thống tiến hóa thông qua chọn lọc tự nhiên. Nguyên nhân ấy thường là chức năng đạt được một vài kết quả, như diệp lục giúp thu năng lượng của ánh sáng mặt trời trong quang hợp. Do đó, sinh vật có chức năng thì nhiều khả năng sinh tồn và sinh sản hơn, hay nói cách khác là chức năng làm tăng cường tính thích ứng. Một đặc điểm hỗ trợ tiến hóa được gọi là thích nghi; các đặc điểm khác có thể là những spandrel không chức năng, tuy nhiên sau đó chúng có thể được tiến hóa lựa chọn để phục vụ các chức năng mới.
Trong sinh học, chức năng được định nghĩa theo nhiều cách. Trong sinh lý học, nó chỉ đơn giản là cách mà một cơ quan, mô, tế bào hoặc phân tử vận hành. 
Trong ngành triết sinh học, thảo luận về chức năng chắc chắn sẽ đề xuất một vài loại mục đích luận, ngay cả khi chọn lọc tự nhiên hoạt động mà chẳng có mục đích nào cho tương lai. Tuy nhiên, các nhà sinh học thường sử dụng ngôn ngữ mục đích luận để viết tắt cho chức năng. Ở bộ môn triết sinh học đương đại, có ba thuyết chính về chức năng trong thế giới sinh học: thuyết vai trò nhân quả, thuyết tác động chọn lọc và thuyết đóng góp mục đích.

## Trong sinh học tiền tiến hóa
Trong sinh lý học, chức năng là hoạt động hoặc quá trình do một hệ thống tiến hành ở một sinh vật, ví dụ như cảm nhận hoặc di chuyển ở động vật. Khái niệm chức năng này trái ngược với hình thái (lần lượt là ergon và morphê của Aristoteles) vốn là trung tâm trong các giải thích sinh học thời cổ đại cổ điển. Trong thời hiện đại gần đây hơn, chức năng phần nào gây nên cuộc tranh luận Cuvier–Geoffroy (1830); trong cuộc tranh luận ấy, Cuvier luận định rằng cấu trúc của động vật do nhu cầu chức năng của nó điều khiển, trong khi Geoffroy cho rằng cấu trúc của từng động vật được điều chỉnh từ kế hoạch chung.

## Trong sinh học tiến hóa
Chức năng có thể được định nghĩa theo nhiều cách, kể cả là tính thích nghi, góp phần vào tính thích ứng tiến hóa ở tập tính của động vật và (như được thảo luận bên dưới) cũng là kiểu vai trò nhân quả hoặc mục đích nào đó trong triết sinh học.

### Thích nghi
Một đặc điểm chức năng ở sinh học tiến hóa được gọi là thích nghi, và chiến lược nghiên cứu để điều tra xem liệu tính trạng có phải thích nghi không được gọi là chủ nghĩa thích nghi (adaptationism). Tuy giả định rằng tính trạng có chức năng có thể hữu dụng trong nghiên cứu, một vài đặc tính của sinh vật lại không có chức năng, chúng được hình thành dưới dạng spandrel ngẫu nhiên, tác dụng phụ của các hệ thống chức năng xung quanh.

### Chọn lọc tự nhiên

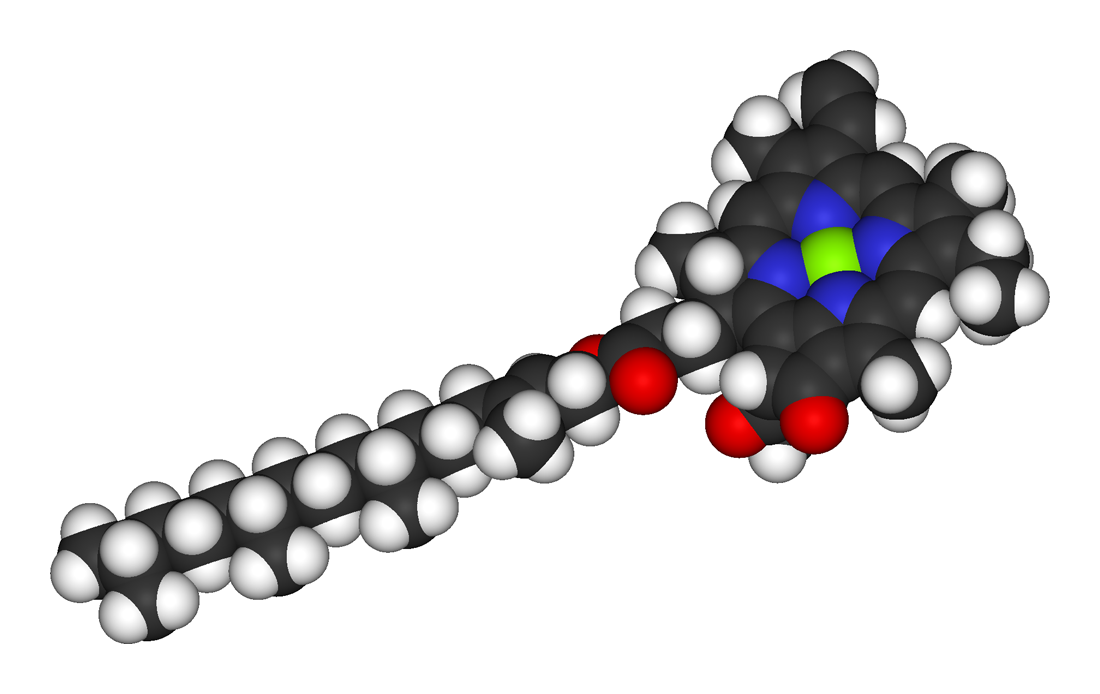
Phân tử diệp lục có một chức năng trong quang hợp.

Từ góc nhìn của chọn lọc tự nhiên, chức năng sinh học tồn tại để góp phần vào tính thích ứng, tăng cơ hội cho sinh vật sinh tồn để sinh sản. Ví dụ, chức năng của diệp lục ở thực vật là thu năng lượng của ánh sáng mặt trời để quang hợp, qua đó góp phần vào thành công của tiến hóa.

## Trong tập tính học
Nhà tập tính học Niko Tinbergen đã nêu ra bốn câu hỏi dựa trên Bốn nguyên nhân của Aristoteles: một nhà sinh học có thể hỏi để giúp giải thích một hành vi, dẫu chúng được nêu khái quát ở phạm vi rộng hơn. 1) Cơ chế: Cơ chế nào làm động vật có hành vi như vậy? 2) Phát triển cá thể: Cơ chế phát triển nào phôi của động vật (và nếu nó học được lúc nhỏ) tạo nên những cấu trúc gây ra hành vi? 3) Chức năng/thích nghi: Chức năng tiến hóa của hành vi là gì? 4) Tiến hóa: Phát sinh của hành vi là gì, hay nói cách khác, nó lần đầu xuất hiện trong lịch sử tiến hóa của động vật từ khi nào? Các câu hỏi đều có liên đới đến nhau, vì thế, ví dụ, chức năng thích nghi bị hạn chế do sự phát triển của phôi.

## Trong triết sinh học

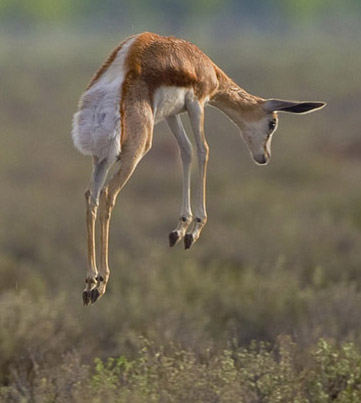
"Tập tính có mục đích": một con linh dương con đang nhảy. Một triết gia sinh học có thể nhận định rằng hành vi này có chức năng báo hiệu tới loài săn mồi, giúp linh dương sống sót và tạo điều kiện cho nó sinh sản.

Chức năng không giống với mục đích theo nghĩa mục đích luận, tức là chức năng sở hữu ý định nhận thức về tinh thần để đạt được mục đích. Trong triết sinh học, tiến hóa là một quá trình mù chẳng có 'mục đích' nào cho tương lai. Ví dụ, một cái cây không nở hoa vì bất kỳ mục đích gì, mà chỉ đơn giản là nó đã tiến hóa nên mới làm vậy. Nhận định rằng 'cây nở hoa để thu hút loài thụ phấn sẽ là không chính xác nếu từ 'để' chỉ mục đích. Chức năng miêu tả hành động của một sự vật, chứ không phải 'mục đích' của hành động đó. Tuy nhiên, các nhà sinh học thường sử dụng ngôn ngữ mục đích luận để viết tắt cho chức năng, ngay cả khi khả năng áp dụng của nó vẫn gây tranh cãi.
Trong bộ môn triết sinh học đương đại, có ba thuyết chính về chức năng trong thế giới sinh học: thuyết vai trò nhân quả, thuyết tác động chọn lọc và thuyết đóng góp mục đích.

### Vai trò nhân quả
Thuyết vai trò nhân quả của chức năng sinh học có nguồn gốc từ một bài báo của Robert Cummins vào năm 1975. Cummins định nghĩa vai trò chức năng của một thành phần trong hệ thống là tác động nhân quả mà thành phần ấy gây nên trên hệ thống lớn hơn. Ví dụ, trái tim có vai trò nhân quả thực là bơm máu trong hệ tuần hoàn; do đó, chức năng của tim là bơm máu. Thuyết này bị phản đối vì cho rằng đây là một khái niệm quá hời hợt về chức năng. Ví dụ, tim cũng có tác động nhân quả của tạo âm thanh, nhưng chúng ta sẽ không xem tạo âm thanh của chức năng của tim được.

### Tác động chọn lọc
Thuyết tác động chọn lọc của chức năng sinh học cho rằng chức năng của tính trạng sinh học là chức năng làm cho tính trạng ấy được chọn, theo nhận định của Ruth Millikan. Ví dụ, chức năng của tim là bơm máu, vì hành động ấy của tim là do tiến hóa lựa chọn. Hay nói cách khác, bơm máu là nguyên nhân làm tim tiến hóa. Thuyết này bị chỉ trích nêu khái niệm quá hạn chế về chức năng. Không phải lúc nào hành vi cũng góp phần vào chọn lọc của tính trạng, vì tính trạng sinh học có thể có chức năng, ngay cả khi chúng không được chọn. Đột biến có lợi ban đầu không được chọn, nhưng chúng vẫn có chức năng.

### Đóng góp mục đích
Thuyết đóng góp mục đích tìm cách tạo ra nền tảng trung gian giữa hai thuyết vai trò nhân quả và tác động chọn lọc, như theo Boorse (1977). Boorse định nghĩa chức năng của tính trạng sinh học là đóng góp nhân quả điển hình về mặt thống kê của tính trạng ấy để sinh tồn và sinh sản. Vì thế để lấy ví dụ, đôi khi sọc của ngựa vằn được cho là có tác dụng làm loài săn mồi bối rối. Vai trò này của các sọc ở ngựa vằn sẽ góp phần giúp ngựa vằn sinh tồn và sinh sản, và đấy là lý do mà chức năng của sọc ở ngựa vằn được cho là làm bối rối loài săn mồi. Theo thuyết này, vai trò nhân quả cụ thể của một tính trạng có phải chức năng của nó hay không phụ thuộc vào liệu vai trò nhân quả đó có góp phần để sinh vật ấy sinh tồn và sinh sản không.